# Kočëvskij rajon
Il Kočëvskij rajon (in russo Кочёвский район?) è un municipal'nyj rajon (муниципальный округ) del Circondario dei Komi-Permiacchi nel Territorio di Perm', in Russia; il centro amministrativo è il villaggio di Kočëvo.